# Christian Rock Hard
Christian Rock Hard is aflevering 105 (#709) van de animatieserie South Park. In Amerika werd de aflevering voor het eerst uitgezonden op 29 oktober 2003.

## Plot
De jongens zijn een rockband genaamd Moop gestart, maar ze hebben nog geen stijl. Kyle is meer van fusion, Kenny's stijl is jazz en Stan heeft een hiphop en R&B-stijl. Dan komt Cartman met het idee om reli-rock te gaan spelen, aangezien het volgens hem hierdoor heel simpel is om te verdienen; je hoeft alleen maar makkelijke nummers te maken waarop ze vertellen hoeveel ze van Jezus houden. Kyle vindt dit belachelijk en sluit een weddenschap af met Cartman: Wie het eerst een platina album krijgt wint 10 dollar. Cartman maakt er meteen werk van.
Eerst gaat hij naar Butters die met zijn drumstel onmiddellijk naar Cartmans huis moet komen. Daarna gaat hij naar de villa van Token en zegt dat hij zijn basgitaar naar Cartman moet brengen. Token zegt dat hij geen basgitaar heeft, maar Cartman reageert dat Tokens familie zwart is dus er moet wel een basgitaar in huis zijn. Als Cartman wegrent doet Token geïrriteerd de deur dicht.
Later in Cartmans huis zit Cartman op de piano en Butters aan het drumstel. Token komt aanlopen mét een basgitaar en zegt dat er wel een was. Pas dan vertelt Cartman over zijn plan om een christelijke rockband op te richten. Butters is teleurgesteld en Token loopt weg, maar nadat Cartman met behulp van Butters' rekenkunde uit heeft gelegd hoeveel geld ze kunnen verdienen is hij overtuigd.
Op dat moment vraagt Kyle aan zijn vader of hij 300 dollar kan lenen om cd's te kopen zodat ze eindelijk hun stijl kunnen bepalen, maar zijn vader wil het niet geven. Kenny komt met het idee om gratis muziek te downloaden op het internet. Dit lijkt te gaan lukken tot de FBI komt binnenvallen en de jongens arresteert.
Cartman zit op dat moment teksten te maken voor de band. Hij neemt oude liedjes en streept lieftallige woordjes als 'baby' en 'darling' door en vervangt ze door 'Jezus'. Als ze beginnen met de audities merkt Token op dat hij helemaal geen bas kan spelen. Volgens Cartman kan dat wel omdat hij zwart is. Token gelooft het niet en wordt Cartmans stereotyperende opmerkingen zat, maar het blijkt dat Token een prima basgitarist is.
Als Kyle zegt dat hij dacht dat het downloaden niet echt veel uit zou maken wordt hij met Stan en Kyle door Sergeant Yates meegenomen naar het huis van Lars Ulrich, drummer van Metallica, die bij zijn zwembad zit te huilen omdat hij geen haaientank kan krijgen omdat mensen zijn muziek downloaden en enkele weken moet wachten. Daarna gaan ze naar Britney Spears, die een goedkoper privéjet moest kopen omdat mensen haar muziek downloaden. Dan gaan ze naar Master P. Zijn zoontje wil voor zijn verjaardag volgende week een eiland op Frans-Polynesië, dat hij waarschijnlijk niet gaat krijgen, omdat mensen zijn muziek downloaden. Nu snappen de kinderen wat ze hebben gedaan.
In de volgende scène is te zien dat Cartman met een camera, Butters en Token naar beneden klimmen in een rotsig landschap. Cartman is van plan om aan de kust een foto te maken voor de cover van hun album. Hij legt ze uit hoe je cool moet staan op een foto. Drie foto's worden genomen en er wordt getoond hoe Cartman zich inzet om de tien dollar van Kyle te winnen. Overal en altijd zit Cartman lyrics te schrijven voor zijn nieuwe album: Faith + 1.
Stan, Kyle en Kenny worden opgehaald door hun ouders die een boete van 400 dollar moeten betalen wegens het downloaden. Randy Marsh vindt dat het niet zoveel uitmaakt, dat downloaden, en hij en de rest van de ouders worden door Sergeant Yates meegenomen, net als de jongens. Stan en Kenny willen weer gaan oefenen voor hun band maar Kyle heeft geleerd dat het geen zin heeft aangezien mensen de muziek toch gaan downloaden. Daarom beslissen ze niet meer te spelen. Dit wordt zelfs nieuws, maar dat alleen omdat er geen ander nieuws te verslaan valt. Dan komt Cartman, die zegt dat Faith + 1 met dertien verkochte albums al erg dicht bij het platina album is. Kyle verwacht er niets van maar Cartman legt uit dat tijdens Christfest een heleboel christenen bij elkaar komen en hij daar een heleboel albums kan verkopen.
Cartman, Butters en Token hebben een kraampje opgezet op Christfest. Als Butters aan een vrouw zegt dat ze doen alsof ze christelijk zijn zegt Cartman dat hij hem moet herinneren om zijn ballen af te snijden. Dan ontdekken ze dat er een concertpodium staat met duizenden christenen. Om echt bekend te worden, zal Faith + 1 daar moeten optreden. Cartman sluit vier bandleden op in een hokje door daar zogenaamd te gaan bidden om hun plaats in te nemen. Het optreden wordt een groot succes.
Kyle, Stan en Kenny krijgen plotseling enorme support van andere artiesten onder wie Lars Ulrich en Britney Spears. Ondertussen zit Faith + 1 bij Faith Records, een christelijke platenmaatschappij. Deze merken op dat de teksten van het album nogal erg liefkozend en zelfs een beetje seksueel getint zijn in verband met Jezus. Cartman reageert hierop dat elke christen wel verliefd moet zijn op Jezus. De maatschappij is overtuigd en biedt Cartman een contract aan, dat hij tekent.
De staking begint de jongens de keel uit te hangen totdat er een brief voor MOOP aankomt. Deze blijkt van Cartman te zijn met het bericht dat Faith + 1 één miljoen albums heeft verkocht en de bandleden van MOOP zijn uitgenodigd voor de uitreiking van het platina album. Kyle beseft dat door het staken ze helemaal zijn vergeten om muziek te maken, en zo gemakkelijk de weddenschap heeft verloren. Kyle hoopt dat Cartman niet een al te grote scène maakt rond de uitreiking.
Dit blijkt dus wel te gebeuren. Al het opgeleverde geld van het album heeft hij uitgereikt aan een heel feest. Er is een parade, een reuzenrad, en een enorm scherm met het album van Faith + 1 erop. Dan gebeurt het eindelijk, de beste dag van Cartmans leven, en de slechtste dag van Kyles leven. Faith + 1 heeft een... mirre album gekregen! Het blijkt dat in reli-rock de albums gaan in goud, wierook en mirre. Cartman wint dus niet aangezien volgens de weddenschap een platina album gewonnen moet worden. Van kwaadheid gooit hij het album op de grond terwijl hij 'godverdomme!' uitroept. Hij maakt het nog erger door tweemaal 'fuck Jezus!' uit te roepen en alle fans verlaten de ceremonie. Token is razend en als Cartman hem nog eens uitscheldt vanwege zijn huidskleur trapt hij Cartman in elkaar. Kyle, Stan en Kenny vinden dat hij gekregen heeft wat hij verdient en lopen weg, samen met Token, Cartman, liggend op de grond en kuchend, en Butters alleen latend. Butters staat eerst maar wat, maar laat dan een scheet op Cartmans hoofd, steekt zijn middelvinger op en zegt 'Fuck you, Eric', een van de weinige keren dat hij scheldt. Zo eindigt deze aflevering.
De 25 beste afleveringen van Eric Cartman door stemming op de website van Comedy Central. Deze afleveringen werden van 14 tot 16 oktober 2005 getoond van nummer 25 naar nummer 1 (de populairste).

Red Hot Catholic Love (25) · The Succubus (24) · Cartman Joins NAMBLA (23) · Simpsons Already Did It (22) · Cartmanland (21) · The Red Badge of Gayness (20) · Spontaneous Combustion (19) · Red Sleigh Down (18) · Freak Strike (17) · Casa Bonita (16) · The Jeffersons (15) · Starvin' Marvin (14) · The Passion of the Jew (13) · Weight Gain 4000 (12) · Cow Days (11) · The Death of Eric Cartman (10) · Cartman's Mom is a Dirty Slut (9) · Fat Butt and Pancake Head (8) · AWESOM-O (7) · Christian Rock Hard (6) · Pinkeye (5) · Die Hippie, Die (4) · Up the Down Steroid (3) · Cartman Gets an Anal Probe (2) · Scott Tenorman Must Die (1)